# ديفيد آر. فرانسيس
ديفيد رونالد فرانسيس (بالإنجليزية: David Rowland Francis)‏ وهو سياسي ودبلوماسي أمريكي ينتمي إلى الحزب الديمقراطي ولد ديفيد رونالد فرانسيس في 1 تشرين الاول - أكتوبر من سنة 1850 في مدينة ريتشموند بولاية كنتاكي فرانسيس تخرج في جامعة واشنطن في سانت لويس في 1870. شغل فرانسيس منصب رئيس بلدية مدينة سانت لويس بولاية ميسوري مابين عامي 1885 إلى عام 1889 . بعدها شغل فرانسيس منصب حاكم ولاية ميسوري من عام 1889 إلى عام 1893 . كما تولى ديفيد رونالد فرانسيس منصب وزير الداخلية لفترة وجيزة مابين 3 أيلول من سنة 1896 إلى 5 أذار من سنة 1897 . شغل ديفيد رونالد فرانسيس منصب سفير الولايات المتحدة لدى روسيا مابين عامي 1916 إلى عام 1917 . توفي ديفيد رونالد فرانسيس في 15 كانون الثاني - يناير من سنة 1927 في مدينة سانت لويس.

## روابط خارجية
- ديفيد آر. فرانسيس على موقع أوليمبيديا (الإنجليزية)